# Lemuel W. Royse
Lemuel Willard Royse, född 19 januari 1847 i Kosciusko County i Indiana, död 18 december 1946 i Warsaw i Indiana, var en amerikansk politiker (republikan). Han var borgmästare i Warsaw 1885–1891 och ledamot av USA:s representanthus 1895–1899.
Royse efterträdde 1895 Charles G. Conn som kongressledamot och efterträddes 1899 av Abraham L. Brick.